# Substituto do leite

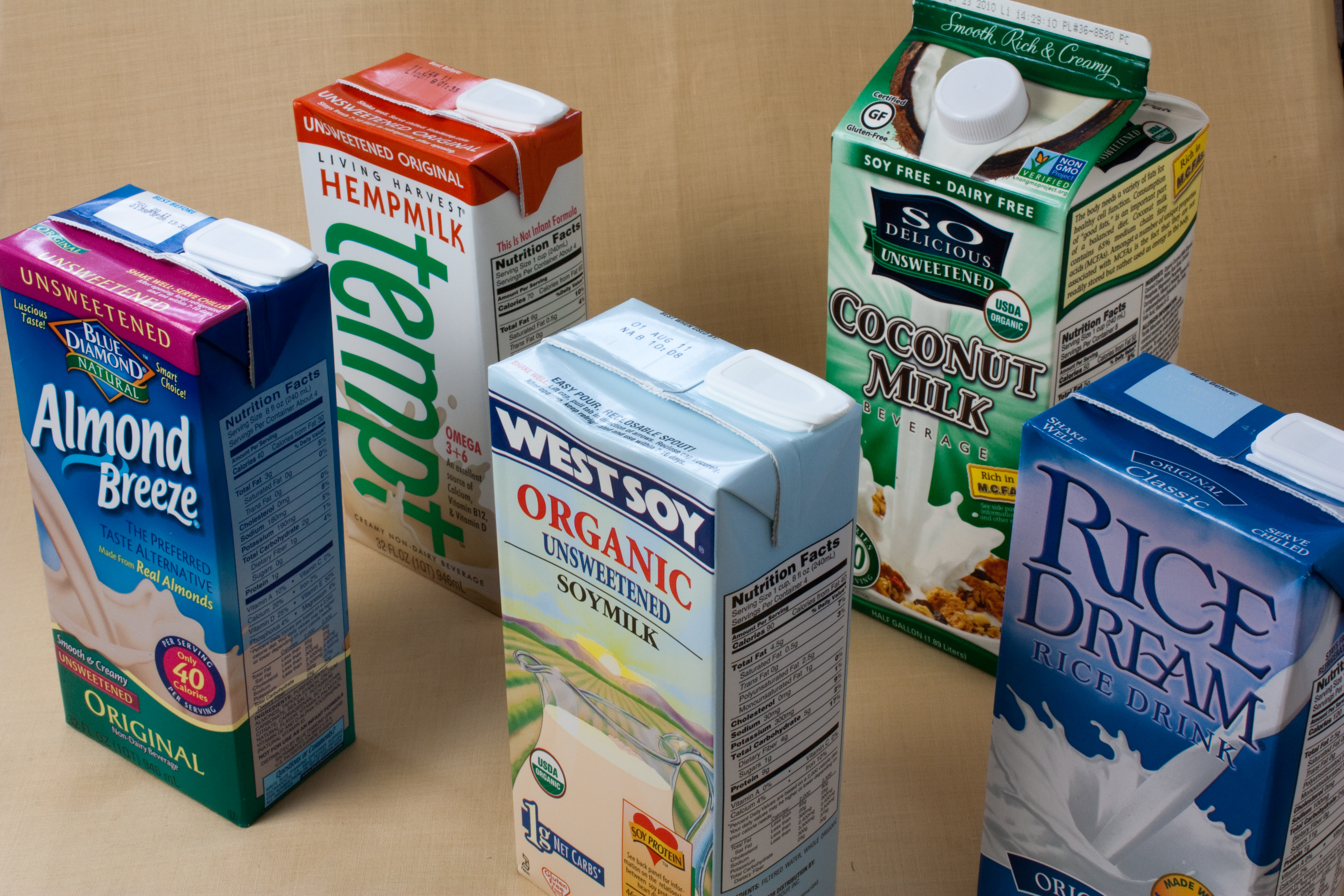
Uma variedade de leites vegetais embalados de uma mercearia ocidental

Um substituto do leite é qualquer substância que se assemelha ao leite e pode ser usada da mesma forma. Tais substâncias podem ser conhecidas como bebidas não lácteas, leite de nozes, grãos, leguminosas, leite simulado e alternativo.
Para os adultos, os substitutos do leite assumem duas formas: leites vegetais, que são líquidos feitos de plantas e podem ser caseiros ou produzidos comercialmente, e cremes de café, produtos sintéticos inventados nos EUA em 1900 especificamente para substituir o leite lácteo no café. Para os lactentes, o leite materno pode ser substituído por fórmulas infantis à base de leite de vaca ou alternativas à base de plantas, como a soja.